# Pulower See
Der Pulower See ist ein See im Lassaner Winkel im Landkreis Vorpommern-Greifswald. Der See liegt nahe dem Dorf Pulow und ist 3,6 Kilometer von der Peenestadt Lassan und dem Peenestrom entfernt. An seiner Nordspitze führt die Kreisstraße 31 von Pulow nach Lassan vorbei. Der See hat eine Nord-Süd-Ausdehnung von etwa 830 Metern und eine West-Ost-Ausdehnung von etwa 150 Metern. Der See ist ein eiszeitlich geprägter Rinnensee und in der Region als Angel- und Badegewässer beliebt. Seine Wasseraustauschzeit beträgt ca. 10 Jahre.
Historisch gehörte der See über Jahrhunderte zum Gut Pulow, das weder Stammgut einer bestimmten Adelsfamilie war noch sonderlich ertragreich und deswegen häufig verkauft, getauscht, verpfändet und geteilt wurde. Mit Übergang der örtlichen Gerichtsbarkeit ih ihre Hände erhielt die Lassaner Kirche 1592 auch das Recht, den Pulower See zu befischen.
Der ehemalige Klarwassersee befindet sich derzeit in einem eutrophierten Zustand. Grund für die Überdüngung des Sees, die in den Sommermonaten zu einem übermäßigen Algenwachstum und zur Eintrübung des Wassers führt, sind Güllebehälter in der Nähe des Sees, die zu einer stillgelegten Schweinemastanlage gehören. Im Frühjahr 2018 erteilten die Gemeindevertreter der zuständigen Gemeinde Lassan ihre Zustimmung zu dem Förderprojekt „Sanierung des Pulower Sees“ mit Gesamtkosten in Höhe von 830.000 Euro. In einem Ingenieurgutachten wurde die Kombination aus der Installation einer Anlage zur Tiefenwasserbelüftung mit der Ausbringung einer Poly-Aluminiumchloridlösung über eben diese Anlage als Vorzugsvariante für die Seerestaurierung identifiziert.

## Sonstiges
An seinem Ufer steht ein historischer Grabstein des Barons Körting, eines früheren Gutsbesitzers von Pulow.